# Акмырзинский сельский округ
Акмырзи́нский се́льский окру́г (каз. Ақмырза ауылдық округі) — административная единица в составе Ерейментауского района Акмолинской области Казахстана. 
Административный центр — аул Акмырза.

## История
В 1989 году существовал как — Тимофеевский сельсовет (сёла Тимофеевка, Жолбасшы).
В периоде 1991—1998 годов Тимофеевский сельсовет был переименован и преобразован в Акмырзинский сельский округ.
В 2007 году село Тимофеевка было переименовано а позже преобразовано в аул Акмырза.

## Население
| Численность населения | Численность населения | Численность населения |
| 1989                  | 1999                  | 2009                  |
| --------------------- | --------------------- | --------------------- |
| 1099                  | ↗1120                 | ↘813                  |

## Состав
| № | Населённый пункт | Тип населённого пункта      | Население, 1989 | Население, 1999 | Население, 2009 |
| - | ---------------- | --------------------------- | --------------- | --------------- | --------------- |
| 1 | Акмырза          | аул, административный центр | 983             | 867             | 740             |
| 2 | Жолбасшы         | село                        | 116             | 253             | 73              |

## Местное самоуправление
Аппарат акима Акмырзинского сельского округа — аул Акмырза, улица Жастар, 20.
- Аким сельского округа — Ибраев Баттал Нурмуханбетович[1].